# Allan Quatermain and the Temple of Skulls
Allan Quatermain and the Temple of Skulls is een Amerikaanse film uit 2008 van The Asylum met Sean Cameron Michael.

## Verhaal
Avonturier en schatzoeker Allan Quatermain komt een bijzondere tempel op het spoor. Quatermain besluit om de tempel, waar een kostbare schat in verborgen zou liggen, te bezoeken. Hij komt er echter al snel achter dat dit moeilijker is dan het lijkt. Ook blijkt hij niet de enige is die achter de schat aanzit.

## Rolverdeling
| Acteur               | Personage           |
| -------------------- | ------------------- |
| Sean Cameron Michael | Allan Quatermain    |
| Christopher Adamson  | Anisley Hartford    |
| Natalie Stone        | Lady Anna Heresford |
| Daniel Bonjour       | Sir Henry Curtis    |
| Wittly Jourdan       | Umbopa              |